# Clavia Nord Stage

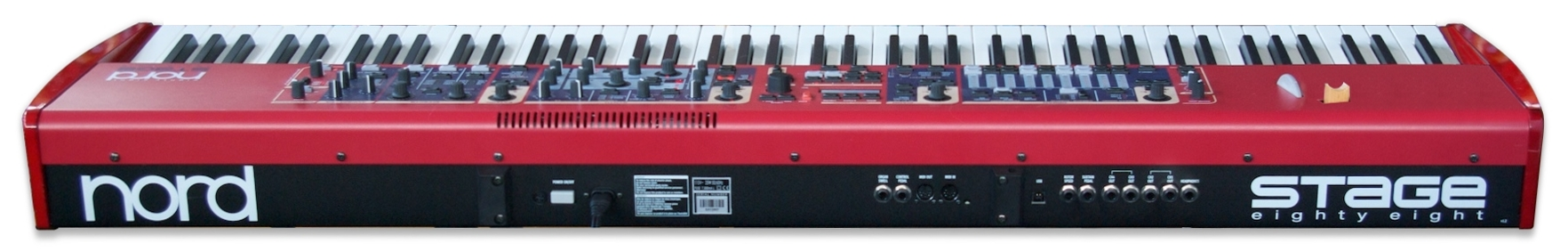
Clavia Nord Stage 88 (vue arrière).

Le Clavia Nord Stage est un clavier électronique conçu pour la scène, produit par la société Clavia et commercialisé à partir de 2006.

## Différentes versions
Plusieurs versions du Nord Stage existent :
- le Nord Stage existe en version 88 touches[1], une version 76 touches sortie en mai 2006 et une version 73 touches (non sensitif) sortie en août 2006 ;
- le Nord Stage 2, seconde version du clavier est sorti en 2011 ;
- le Nord Stage 3 est commercialisé en avril 2017.

## Caractéristiques

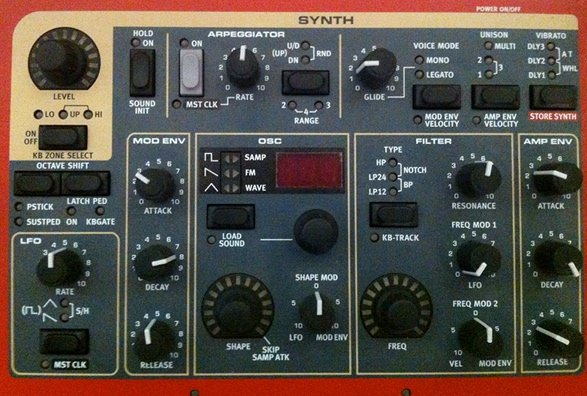
Panneau synthèse d'un Nord Stage 2.

Le Nord Stage est organisé en trois groupes de sons : 
- section orgue , avec des sons d'orgue Hammond ou Vox Continental (en)[1] ;
- section piano , avec des sons de pianos électriques comme le Rhodes ou le Wurlitzer[1] ;
- section synthétiseur, directement inspirée de synthés des années 1970 comme le Roland Jupiter et l'ARP[1].

Chaque section peut être jouée indépendamment ou simultanément et réparties sur des plages du clavier (split). Le clavier possède aussi une session effets et quatre banques de programmes possédant chacune cent programmes sonores prédéfinis (A, B, C et D : la banque de programmes D est identique à la banque de programmes A). Le Nord Stage dispose de plusieurs effets, comme le delay et la reverb.
Une révision C a été introduite en 2008 et le modèle commercialisé depuis 2011 est le Nord Stage 2, remplacé par le Nord Stage 3 en 2017, dans lequel la mémoire des pianos a été portée à 2 Gb et la mémoire d'échantillonnage à 480 Mo.